# Marine sénégalaise
La Marine nationale sénégalaise est la composante navale des Forces armées du Sénégal. Sa mission est d'assurer la souveraineté du Sénégal dans sa zone économique exclusive, qui s'étend sur 212 000 km2 le long de 700 km de côtes.

## Historique

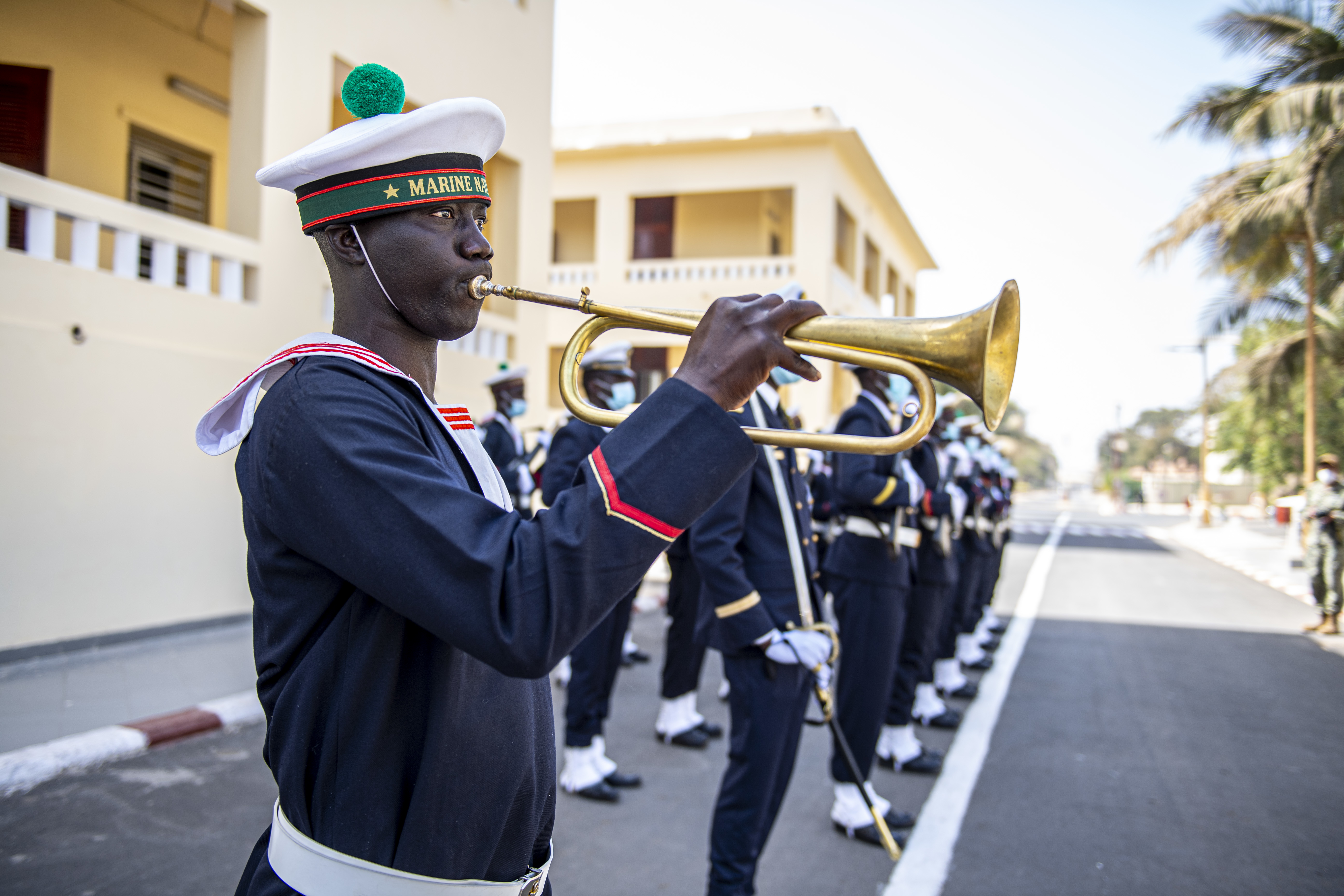
Marins sénégalais à la base navale Amiral Faye Gassama.

La Marine nationale sénégalaise a été fondée à la suite de l'indépendance du Sénégal comme une unité de marine placée sous le commandement d’un officier de la coopération française rattachée au 1er Bataillon de l’Armée de Terre. Elle était d’abord implantée dans l’enceinte du chantier de construction et de réparation navale de Dakar tandis que l’état-major fut transféré dans l’arsenal, en face de l’ex-bassin des torpilleurs qui constitue l’actuelle base navale Amiral Faye Gassama qui à ce nom depuis janvier 2007.
Plusieurs étapes ont marqué l’évolution de la Marine nationale, notamment :
- 1961 : acquisition du premier patrouilleur côtier rapide dénommé Sénégal.
- 1975 : la Marine nationale devient une armée indépendante et passe sous commandement sénégalais ; le capitaine de corvette Faye Gassama est nommé Commandant de la Marine.
- 1982 à 1989 : restructuration de la Marine nationale avec la création de l’État-major, du Groupement de Soutien de la Marine (GSM), du Groupement Naval Opérationnel (GNO) et l’ouverture de la base navale secondaire d’Elinkine.
- 1997 : création du Groupement de Surveillance Fluvio-Maritime (GSFM).
- 2022 : création de l'École de la Marine nationale (EMAN).

La Marine nationale collabore étroitement avec le service des douanes, et a des accords de coopération avec la Marine nationale française. Elle dispose de très modestes moyens de surveillance côtière au cours du XXe siècle ; avec trois vedettes côtières déclassées en 1979, elle dispose en 1985 d'un engin de débarquement d'infanterie et de chars français cédé en 1974 et deux LCM 6 données 1968. Le premier navire de patrouille moderne a été le Fouta commandé au Danemark en 1984.
Son principal rôle dans les premières décennies du XXIe siècle est la lutte contre la pêche illégale et la piraterie le long des 700 km de côtes et des 158 861 km2 de la zone économique exclusive du Sénégal. Selon l'État sénégalais, la pêche illégale coûte environ 2 % du PIB du Sénégal chaque année. Elle apporte son soutien dans le conflit en Casamance.

## Missions
Les missions de la Marine nationale s’inscrivent dans le cadre général des missions de défense et de développement confiées aux Forces Armées. Elles peuvent être classées en 4 catégories :

### Défense maritime du territoire
Mission à caractère militaire, la défense maritime du territoire a pour but d’affirmer la souveraineté nationale dans les eaux sous juridiction sénégalaise. Elle comprend :
- la défense du littoral ;
- la protection des frontières maritimes ;
- la surveillance du territoire maritime ;
- et le soutien aux autres composantes des Forces Armées.

### Défense économique
Il s’agit de sauvegarder les ressources du domaine maritime par :
- la surveillance des pêches ;
- la lutte contre la pollution (hydrocarbures - déchets toxiques) ;
- la lutte contre la contrebande et le trafic des drogues.

### Service public
La mission de service public est assurée sous forme :
- de recherche, de secours et d’assistance dans une région maritime qui va de la Sierra Leone à la Mauritanie ;
- de transport au profit des services publics ou privés ;
- d’évacuation sanitaire.

### Sécurité de la navigation maritime
Pour assurer la mission de sécurité de la navigation maritime, la Marine nationale :
- est responsable de la diffusion de l’information nautique ;
- anime un service "Ouvrage - Cartes - Instruments nautiques (OCI)".

En dehors de ces missions classiques, la Marine nationale assure la représentation du pavillon national en haute mer, sur les rivages et dans les ports étrangers.

## Organisation
La Marine nationale comprend un état-major et trois corps :
- le Groupement naval opérationnel (GNO) : chargé de la mise en œuvre des unités navales qui sont regroupées en flottilles de Patrouilleurs de Haute Mer (PHM), de Bâtiment de Surveillance Côtière (BSC) et de Vedettes Côtières Rapides (VCR) et en groupe de transport (EDIC).
- le Groupement de Soutien de la Marine (GSM) : chargé d’assurer la sécurité des infrastructures portuaires, l’entretien et la réparation des unités navales, la formation du personnel et le soutien logistique.
- le Groupement de Surveillance Fluvio-maritime (GSFM) : chargé de la surveillance et de la protection des zones maritimes et fluviales.

## Galerie

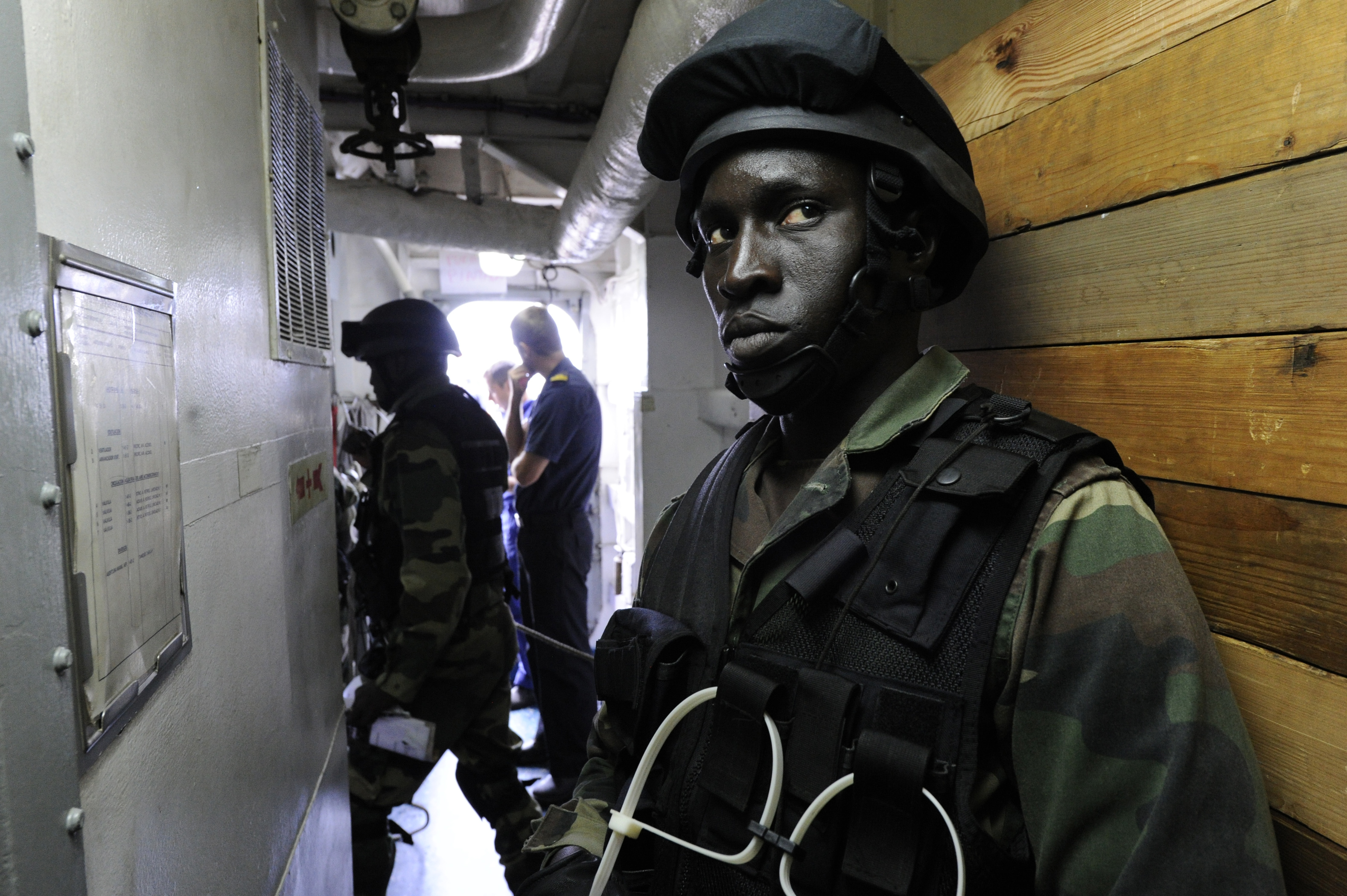
Marins sénégalais en 2011 lors d'un exercice d'abordage.
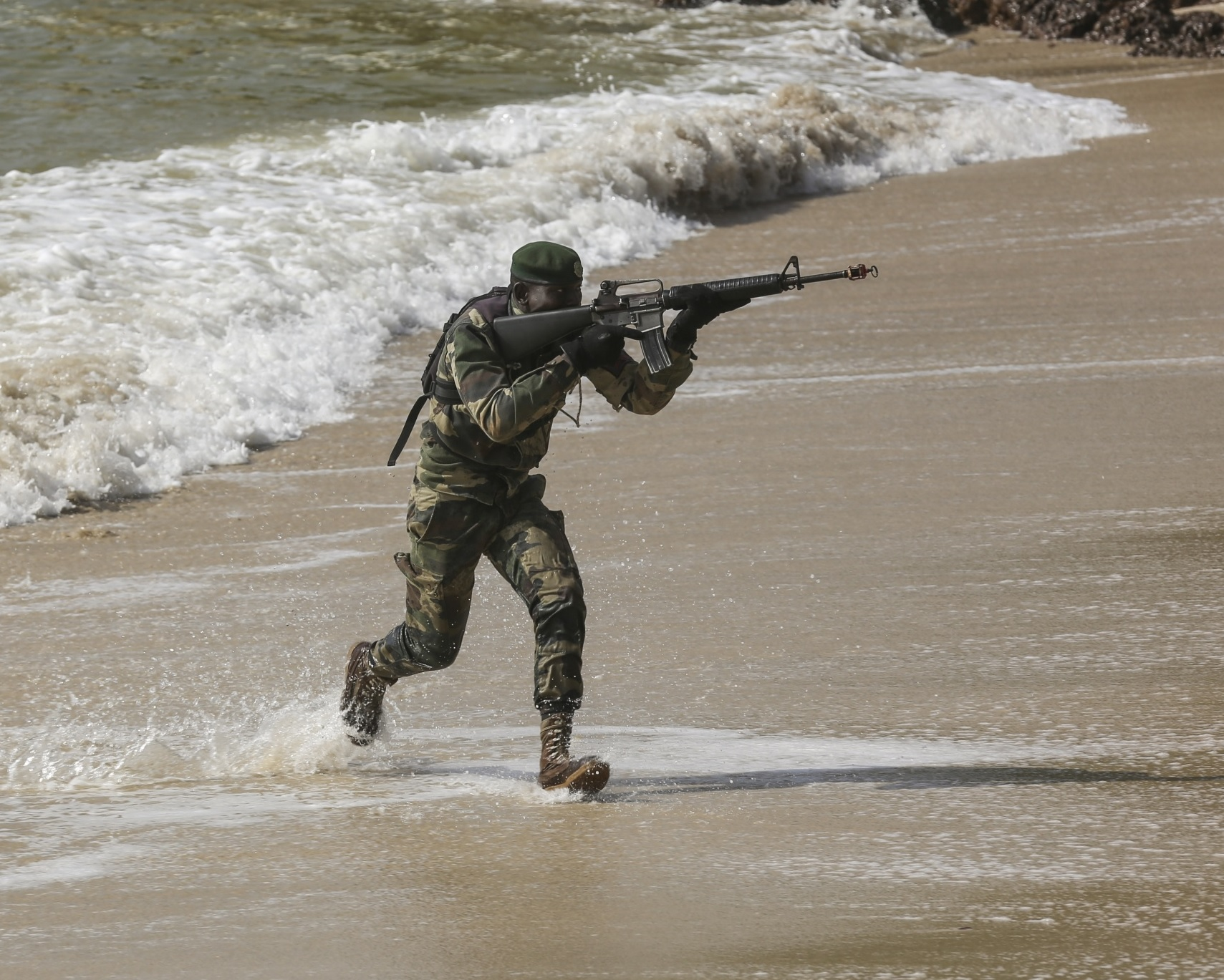
Fusilier marin (COFUMACO) de la Marine sénégalaise en 2015.
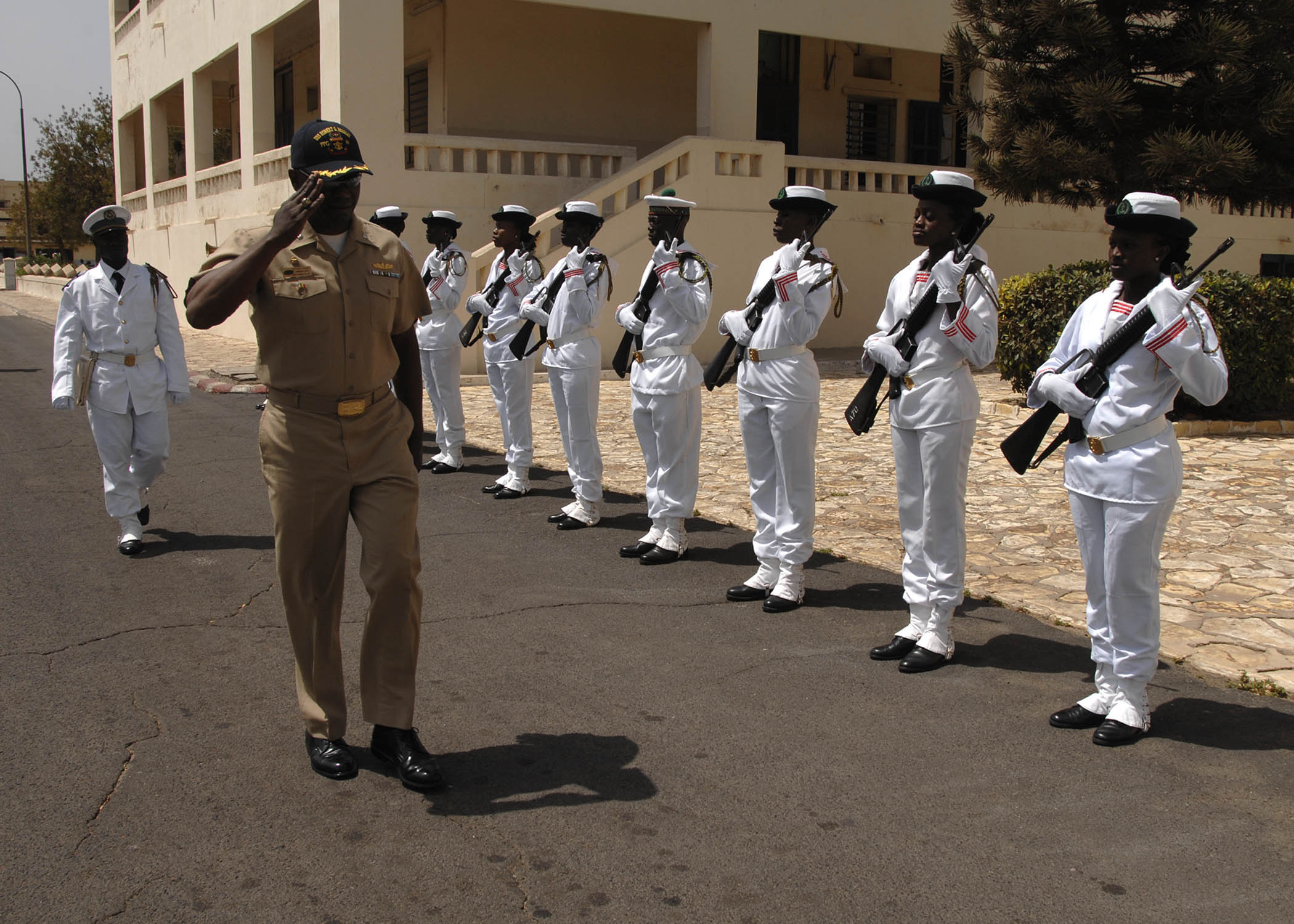
Réception du Commandant de l'USS Robert G. Bradley à la base navale de Dakar en 2011.
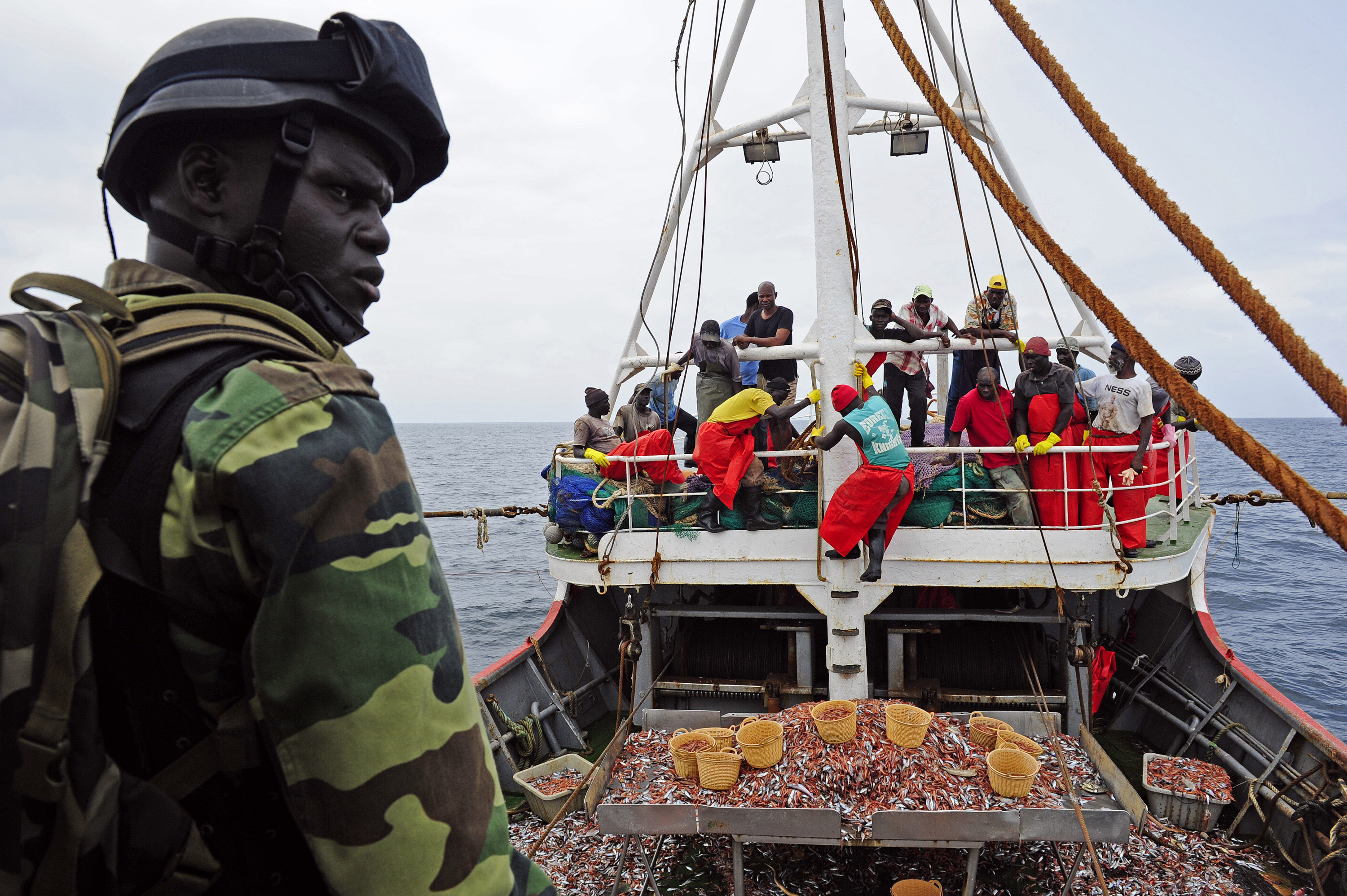
Marin sénégalais lors de l'inspection d'un bateau de pêche en 2012.
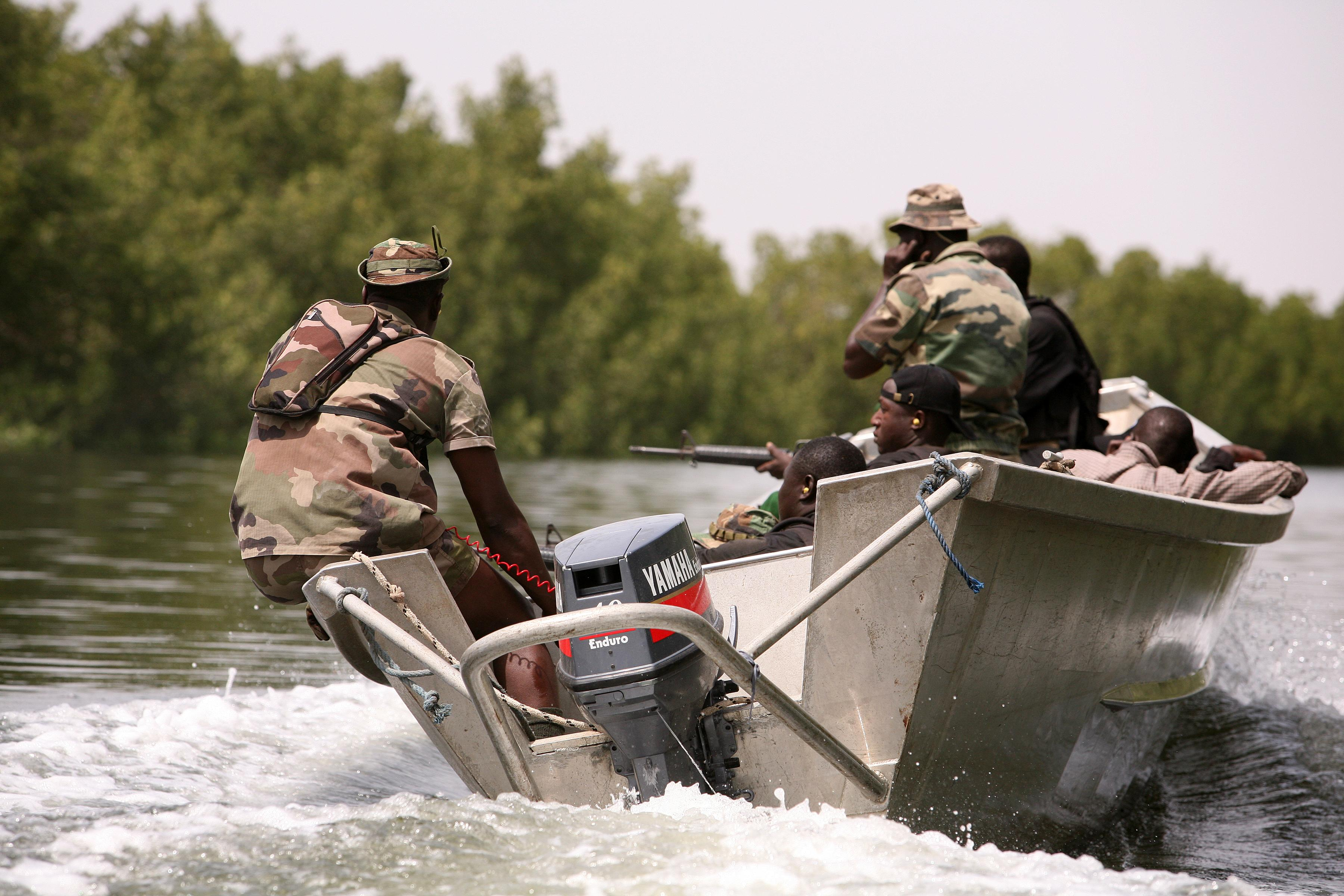
Unité fluviale à Toubacouta en 2011.

## Équipements

### En service
| Navire                                                | Origine                      | Type                                   | Classe                       | Mis en service               | Notes | Image                        |
| Patrouilleur hauturier (PHM)                          | Patrouilleur hauturier (PHM) | Patrouilleur hauturier (PHM)           | Patrouilleur hauturier (PHM) | Patrouilleur hauturier (PHM) | Patrouilleur hauturier (PHM) | Patrouilleur hauturier (PHM) |
| ----------------------------------------------------- | ---------------------------- | -------------------------------------- | ---------------------------- | ---------------------------- | --- | ---------------------------- |
| Cayor                                                 | France                       | Patrouilleur (Navire d'attaque rapide) | OPV 58S                      | 2024                         | - Équipage : 24 marins + 24 autres. - Vit. max : 21 nœuds. - Vit. : 12 nœuds / 4 500 miles (18 jours). - Longueur : 62,2 mètres. - Armement : 2 x rampe missile antinavire Marte MK2/N + 1 x Simbad-RC + 1 x canon 76 mm + 2 x canon 20 mm + 2 x mitrailleuses 12,7 mm - CMS : POLARIS combat management system |                              |
| Niani                                                 | France                       | Patrouilleur (Navire d'attaque rapide) | OPV 58S                      | 2023                         | - Équipage : 24 marins + 24 autres. - Vit. max : 21 nœuds. - Vit. : 12 nœuds / 4 500 miles (18 jours). - Longueur : 62,2 mètres. - Armement : 2 x rampe missile antinavire Marte MK2/N + 1 x Simbad-RC + 1 x canon 76 mm + 2 x canon 20 mm + 2 x mitrailleuses 12,7 mm - CMS : POLARIS combat management system |                              |
| Walo                                                  | France                       | Patrouilleur (Navire d'attaque rapide) | OPV 58S                      | 2023                         | - Équipage : 24 marins + 24 autres. - Vit. max : 21 nœuds. - Vit. : 12 nœuds / 4 500 miles (18 jours). - Longueur : 62,2 mètres. - Armement : 2 x rampe missile antinavire Marte MK2/N + 1 x Simbad-RC + 1 x canon 76 mm + 2 x canon 20 mm + 2 x mitrailleuses 12,7 mm - CMS : POLARIS combat management system | -                            |
| Fouladou (Amiral)                                     | France                       | Patrouilleur (Navire d'attaque rapide) | OPV 190 Mk II                | 2016                         | - Équipage : 24 marins + 35 autres. - Vit. max : 26 nœuds. - Vit. : 12 nœuds / 5 500 miles (21 jours). - Longueur : 58 mètres. - Armement : 1 x canon 30 mm + 2 x mitrailleuses 12,7 mm + 1 x canon à eau. - CMS : POLARIS combat management system                                                             |                              |
| Kédougou                                              | France                       | Patrouilleur (Navire d'attaque rapide) | OPV 45                       | 2015                         | - Équipage : 17 marins + 8 autres. - Vit. max : 30 nœuds. - Vit. : 12 nœuds / 2 000 miles (10 jours). - Longueur : 45,9 mètres. - Armement : 3 x canon 20 mm + 2 x mitrailleuses 12,7 mm. |                              |
| Taouay                                                | France                       | Patrouilleur (Navire d'attaque rapide) | RPB 33                       | 2021                         | - Équipage : 17 marins. - Vit. max : 32 nœuds. - Vit. : 22 nœuds / 1 500 miles (5 jours). - Longueur : 33 mètres. - Armement : 1 x canon 20 mm + 2 x mitrailleuses 12,7 mm. | -                            |
| Ferlo                                                 | France                       | Patrouilleur (Navire d'attaque rapide) | RPB 33                       | 2013                         | - Équipage : 17 marins. - Vit. max : 32 nœuds. - Vit. : 22 nœuds / 1 500 miles (5 jours). - Longueur : 33 mètres. - Armement : 1 x canon 20 mm + 2 x mitrailleuses 12,7 mm. | -                            |
| Lac Retba                                             | Israël                       | Bâtiment de Surveillance Côtière       | SHALDAG MK V                 | 2020                         | - Équipage : 15 marins. - Vit. max : 40 nœuds. - Vit. : 12 nœuds / 1 000 miles (5 jours). - Longueur : 32,6 mètres. - Armement : 1 × canon 20 mm + 1 × canon 25 mm + 2 x mitrailleuses 12,7 mm + Grenades anti-sous-marines.                                                                                    | -                            |
| Lac de Guiers                                         | Espagne                      | Patrouilleur (Navire d'attaque rapide) | Conejera                     | 2012                         | - Équipage : 12 marins. - Vit. max : 25 nœuds. - Vit. : 15 nœuds / 1 200 miles (5 jours). - Longueur : 32 mètres. - Armement : 1 x canon 20 mm + 2 x mitrailleuses 7,62 mm. |                              |
| Bâtiment de Surveillance Côtière (BSC)                |                              |                                        |                              |                              | |                              |
| Cachouane                                             | Israël                       | Bâtiment de Surveillance Côtière       | SHALDAG MK II                | 2020                         | - Équipage : 15 marins. - Vit. max : 45 nœuds. - Vit. : 16 nœuds / 650 miles (3 jours). - Longueur : 25 mètres. - Armement : 1 × canon 20 mm + 1 × canon 25 mm + 2 x mitrailleuses 12,7 mm + Grenades anti-sous-marines.                                                                                        | -                            |
| Soungrougrou                                          | Israël                       | Bâtiment de Surveillance Côtière       | SHALDAG MK II                | 2019                         | - Équipage : 15 marins. - Vit. max : 45 nœuds. - Vit. : 16 nœuds / 650 miles (3 jours). - Longueur : 25 mètres. - Armement : 1 × canon 20 mm + 1 × canon 25 mm + 2 x mitrailleuses 12,7 mm + Grenades anti-sous-marines.                                                                                        | -                            |
| Anambe                                                | Israël                       | Bâtiment de Surveillance Côtière       | SHALDAG MK II                | 2019                         | - Équipage : 15 marins. - Vit. max : 45 nœuds. - Vit. : 16 nœuds / 650 miles (3 jours). - Longueur : 25 mètres. - Armement : 1 × canon 20 mm + 1 × canon 25 mm + 2 x mitrailleuses 12,7 mm + Grenades anti-sous-marines.                                                                                        | -                            |
| Bâtiment de transport et de soutien logistique (EDIC) |                              |                                        |                              |                              | |                              |
| Gorée                                                 | France                       | Bâtiment de Transport chalands         | EDIC 700                     | 2010                         | - Déplacement : 325 tonnes (max. 736). - Équipage : 19 marins. - Vit. : 12 nœuds. - Longueur : 60 mètres. - Armement : 2 x mitrailleuses 12,7 mm. |                              |
| Karabane                                              | France                       | Bâtiment de Transport chalands         | EDIC 700                     | 1986                         | - Déplacement : 325 tonnes (max. 736). - Équipage : 19 marins. - Vit. : 12 nœuds. - Longueur : 60 mètres. - Armement : 2 x mitrailleuses 12,7 mm. | -                            |
| Fadiouth                                              | Israël                       | Bâtiment de Transport chalands         | LCM                          | 2024                         | - Déplacement : env. 60 tonnes (max. 150). - Équipage : 5 marins. - Vit. max : env. 12 nœuds. - Vit. : env. 9 nœuds / 200 miles (pleine charge) - Longueur : 24 mètres. - Armement : 2 x mitrailleuses 12,7 mm.                                                                                                 | -                            |
| Yoff                                                  | Israël                       | Bâtiment de Transport chalands         | LCM                          | 2024                         | - Déplacement : env. 60 tonnes (max. 150). - Équipage : 5 marins. - Vit. max : env. 12 nœuds. - Vit. : env. 9 nœuds / 200 miles (pleine charge) - Longueur : 24 mètres. - Armement : 2 x mitrailleuses 12,7 mm.                                                                                                 | -                            |
| CTM 2                                                 | France                       | Bâtiment de Transport chalands         | CTM                          | 2010                         | - Déplacement : 59 tonnes (max. 149). - Équipage : 4 marins. - Vit. : 9.5 nœuds. - Longueur : 24 mètres. - Armement : 2 x mitrailleuses 12,7 mm. | -                            |
| Bâtiment de soutien (GSM)                             |                              |                                        |                              |                              | |                              |
| Diender                                               | Corée du Sud                 | Formation                              | -                            | 2018                         | - Déplacement : - - Équipage : - - Vit. : - - Longueur : - | -                            |
| Samba Laobe Fall                                      | France                       | Baliseur                               | ECO 145                      | 2008                         | - Déplacement : 352 tonnes. - Équipage : - Vit. : 13 nœuds. - Longueur : 45 mètres. | -                            |
| Itaf Deme                                             | Japon                        | Recherche halieutique                  | -                            | 2000                         | - Déplacement : 318 tonnes. - Équipage : - Vit. : - Longueur : 38 mètres. | -                            |
| Vedette côtière rapide (VCR)                          |                              |                                        |                              |                              | |                              |
| Baye Sogui                                            | France                       | Vedette rapide de surveillance côtière | RPB 20                       | 2005                         | - Vit. max. : env. 40 nœuds. - Longueur : 20 mètres. - Armement : 1 x mitrailleuses 12,7 mm. | -                            |
| Alphonse Faye                                         | France                       | Vedette rapide de surveillance côtière | RPB 20                       | 2004                         | - Vit. max. : env. 40 nœuds. - Longueur : 20 mètres. - Armement : 1 x mitrailleuses 12,7 mm. | -                            |
| 1x VCR                                                | États-Unis                   | Vedette rapide de surveillance côtière | -                            | 2010                         | - Vit. max. : env. 40 nœuds. - Longueur : 13 mètres. - Armement : | -                            |
| 4x VCR                                                | France                       | Vedette rapide de surveillance côtière | RPB 12                       | 2005                         | - Vit. max. : env. 40 nœuds. - Longueur : 12 mètres. - Armement : | -                            |
| 4x VCR,                                               | États-Unis                   | Vedette rapide de surveillance côtière | 38 DEFIANT                   | 2015                         | - Vit. max. : env. 40 nœuds. - Longueur : 11,5 mètres. - Armement : 1 x mitrailleuses 12,7 mm. |                              |
| 3x VCR                                                | États-Unis                   | Vedette rapide de surveillance côtière | DEFENDER RB-S                | 2010                         | - Vit. max. : env. 46 nœuds. - Longueur : 9 mètres. - Armement : 1 x mitrailleuses 7,62 mm. | -                            |
| Drone                                                 |                              |                                        |                              |                              | |                              |
| Inconnu                                               | Israël                       | Surveillance maritime                  | Black Eagle 50H              | 2022                         | - | -                            |

Notes :
- Le parc naval douanier sénégalais compte 2 vedettes côtière RPB-20 d'origine française ; le Sangomar (depuis 2007) et le Djifere (depuis 2009)[27],[15]. Il compte également 5 vedettes RPB-12[28].

## Zone économique exclusive

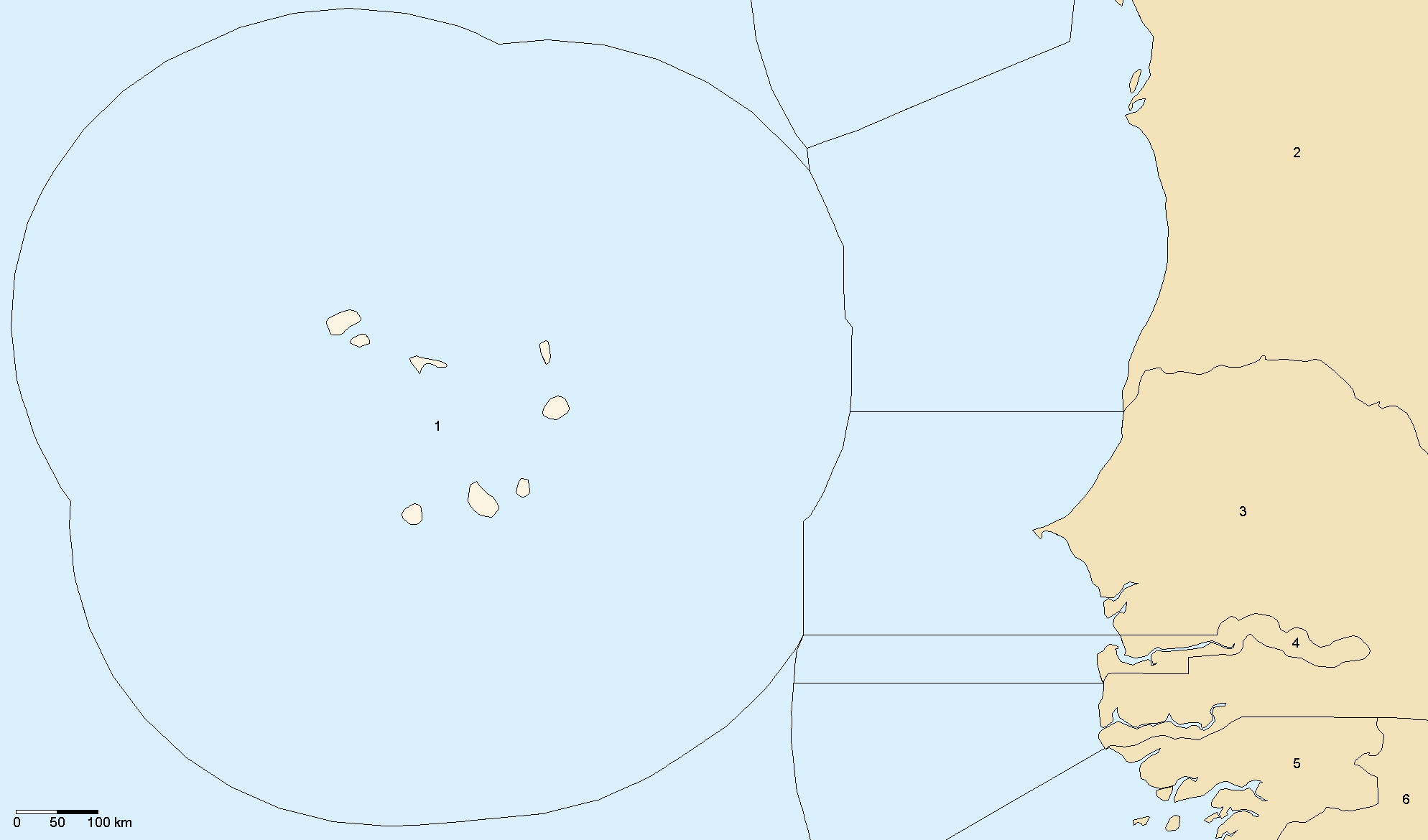
Zone économique exclusive (ZEE) de la République du Sénégal et de ses voisins.

La République du Sénégal possède une zone économique exclusive qui s'étend sur près de 212 000 km2 le long de 700 km de côtes. En superficie, le territoire maritime du Sénégal est le 85e dans le monde et le 24e en Afrique. Il se divise en trois zones :
- Zone nord : de la Mauritanie jusqu'à Dakar.
- Zone centre : de Dakar jusqu'à la Gambie.
- Zone sud : de la Gambie jusqu'à la Guinée-Bissau.

## Grades
La Marine nationale sénégalaise comprend plusieurs corps d'officiers. En tant qu'ancienne colonie française, le Sénégal a conservé les mêmes grades et appellations que la Marine nationale française. Le tableau suivant présente l'évolution des différents grades, en commençant par les militaires du rang jusqu'aux Officiers généraux.
|                | Officiers subalternes             | Officiers subalternes              | Officiers subalternes  | Officiers supérieurs  | Officiers supérieurs | Officiers supérieurs  | Officiers généraux | Officiers généraux |
| -------------- | --------------------------------- | ---------------------------------- | ---------------------- | --------------------- | -------------------- | --------------------- | ------------------ | ------------------ |
| Code OTAN      | OF-1                              | OF-1                               | OF-2                   | OF-3                  | OF-4                 | OF-5                  | OF-6               | OF-7               |
| Patte d'épaule |                                   |                                    |                        |                       |                      |                       |                    |                    |
| Grade          | Enseigne de vaisseau de 2e classe | Enseigne de vaisseau de 1re classe | Lieutenant de vaisseau | Capitaine de corvette | Capitaine de frégate | Capitaine de vaisseau | Contre-amiral      | Vice-amiral        |
| Abréviation    | EV2                               | EV1                                | LV                     | CC                    | CF                   | CV                    | CA                 | VA                 |
| Appellation    | Lieutenant                        | Lieutenant                         | Capitaine              | Commandant            | Commandant           | Commandant            | Amiral             | Amiral             |
| Surnom         | Enseigne                          | Enseigne                           | Loufiat                | Corvettard            | Frégaton             | Cap de veau           |                    |                    |

|                | Militaires du rang | Militaires du rang | Militaires du rang        | Militaires du rang         | Officiers mariniers subalternes | Officiers mariniers subalternes | Officiers mariniers supérieurs | Officiers mariniers supérieurs |
| -------------- | ------------------ | ------------------ | ------------------------- | -------------------------- | ------------------------------- | ------------------------------- | ------------------------------ | ------------------------------ |
| Code OTAN      | OR-1               | OR-2               | OR-3                      | OR-4                       | OR-5                            | OR-6                            | OR-8                           | OR-9                           |
| Patte d'épaule | Pas d'insigne      |                    |                           |                            |                                 |                                 |                                |                                |
| Grade          | Matelot            | Matelot 1re classe | Quartier-Maître 2e classe | Quartier-Maître 1re classe | Second maître                   | Maître                          | Premier maître                 | Maître principal               |
| Abréviation    |                    | MOT                | QM2                       | QM1                        | SM                              | MT                              | PM                             | MP                             |
| Appellation    | Matelot            | Matelot            | Quartier-Maître           | Quartier-Maître            | Second-maître                   | Maître                          | Premier maître                 | Maître principal               |
| Surnom         | Mousse             |                    | Crabe                     | Chouf                      | Chef                            | Patron                          | PM ou Patron                   | Cipal                          |